# 立体角
立体角（りったいかく、英語: solid angle）とは、二次元における角（平面角）の概念を三次元に拡張したものである。
われわれに馴染みの深い平面上における角とは、平面上の一点（角の頂点）から出る二つの半直線によって区切られた部分のことをいい、この2半直線の開き具合を角度という。角度は、角の頂点を中心とする半径1の円から、2半直線が切り取る円弧の長さで表すことができる。
これを拡張し、空間上における立体角とは、空間上の一点（角の頂点）から出る半直線が動いてつくる錐体面によって区切られた部分のことをいい、この錐体面の開き具合を立体角という。立体角は、角の頂点を中心とする半径1の球から、錐体面が切り取る曲面の面積で表すことができる。
空間内の曲面 S の張る原点の周りの立体角は積分
{\displaystyle \omega (S)=\int _{S}{\frac {{\boldsymbol {r}}\cdot d{\boldsymbol {S}}}{r^{3}}}=\int _{S}\sin \theta \,d\theta \,d\phi }
により計算できる。
立体角の計量単位には次の２つがある。
- ステラジアン（記号 sr）
二次元での全円周を 2π とする角度単位のラジアン（弧度ともいう）（記号 rad）を、三次元に拡張したものである。全球の立体角は 4π sr ≒ 12.566370614 sr である。ステラジアンはSI単位であり、日本の計量法において認められている。放射強度の単位などとして用いられている。
- 平方度（記号 deg2）
二次元での角度単位の度（記号 °）を、三次元に拡張したものである。1 deg2 = (2π/360)2 sr ≒ 0.00030461741979 sr 、逆換算では、1 sr ≒ 3282.806350012 deg2。全球の立体角は約 41252.96 deg2 となる。平方度は非SI単位であり、日本の計量法においても認められていない。天文学で、なんらかの天体の見える大きさを、無限大の半径をもつ天球に射影してその立体角で表すのに用いられている。